# Bataille de Bronkhorstspruit
Première guerre des Boers
Batailles
- Bronkhorstspruit
- Rustenburg
- Marabastad
- Lydenburg
- Elandsfontein
- Laing's Nek
- Schuinshoogte
- Rooihuiskraal
- Majuba Hill

La bataille de Bronkhorstspruit fut l'une des premières actions de la première guerre des Boers. Ce fut une embuscade entre une colonne britannique et une troupe de Boers, qui s'est tenue à quelques kilomètres à l'est de la ville de Bronkhorstspruit (dans l'actuel Gauteng) le 20 décembre 1880.
Une colonne de soldats britanniques, composée de 6 officiers et 246 hommes du 94e régiment d'infanterie (en), ainsi que 12 hommes du Royal Logistic Corps et 4 du Royal Army Medical Corps, marchaient en direction de Pretoria, quand au moins 250 Boers apparurent sur le flanc gauche de la colonne. Utilisant le peu de couvert disponible, les Boers se positionnèrent à environ 200 mètres de la colonne britannique. Le lieutenant colonel Anstruther parlementa avec une délégation boer, porteuse d'un ordre du Parlement du Transvaal aux Britanniques de faire demi-tour. Anstruther refusa, mais avant qu'il ne puisse manœuvrer la colonne en formation de bataille, les Boers ouvrirent le feu vers 12h30.
En 15 minutes, la plupart des officiers britanniques furent tués ou blessés, et les chevaux et les bœufs tirant les chariots en début et fin de colonne abattus, empêchant toute retraite. Choqué par cette attaque brutale et soudaine, le lieutenant colonel Anstruther donna l'ordre de se rendre. Après une bataille de seulement 15 minutes, 156 soldats britanniques furent tués ou blessés, et les autres faits prisonniers. Les Boers ne souffrirent que 2 morts et 5 blessés. Anstruther a été blessé et est mort au cours de l'amputation de sa jambe.